# Bonnétage
Bonnétage település Franciaországban, Doubs megyében. Lakosainak száma 1001 fő (2022. január 1.). Bonnétage Saint-Julien-lès-Russey, Montbéliardot, Plaimbois-du-Miroir, Rosureux, Le Russey, Le Luhier, Grand’Combe-des-Bois, La Chaux-de-Fonds, Fournet-Blancheroche, Frambouhans és Les Fontenelles községekkel határos.

## Népesség
A település népességének változása:
| Lakosok száma | 604  | 640  | 657  | 739  | 847  | 887  | 917  | 978  | 984  | 1001 |
|               | 1968 | 1982 | 1990 | 2006 | 2013 | 2015 | 2017 | 2019 | 2020 | 2022 |